# Raid de la police
Ne doit pas être confondu avec Raid (police).

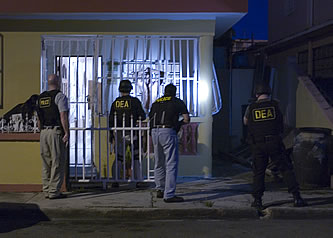
Raid de la police en 2010.

Un raid de la police est une intervention policière le plus souvent faite tôt le matin ou tard le soir dans le but de créer la surprise chez les cibles visées, ce qui peut permettre de s'emparer de marchandises passées en contrebande ou d'obtenir des indices. Elle peut aussi faciliter la capture de personnes soupçonnées de crimes ou d'agir contre des personnes politiquement sensibles. 

## Exemples
En Nouvelle-Zélande, du milieu des années 1970 au début des années 1980, des raids aux petites heures du matin étaient courants à Auckland dans le but de réprimer l'immigration illégale en provenance des îles du Pacifique. Ils ont été dans un premier temps autorisés par le gouvernement de Norman Kirk et poursuivis sous l'égide du gouvernement de Rob Muldoon (en). Ces opérations exigeaient la collaboration d'unités spéciales de la police qui menaient des raids contre des maisons et des lieux de travail d'immigrants illégaux  à travers la Nouvelle-Zélande, habituellement aux petites heures du matin. Ces illégaux et leur famille étaient souvent poursuivis en justice puis déportés vers leur pays d'origine,.
Aux États-Unis, un raid de la police, aux petites heures du matin, a déclenché les émeutes de 1967 à Détroit,,.
Au Royaume-Uni, l'Irlandais Ruth Turner, directeur des relations dans le gouvernement de Tony Blair, a été arrêté en janvier 2007 lors d'un raid matinal dans le cadre de l'enquête sur le Cash for Honours (en) (un scandale sur des nominations au titre de pair en échange de dons électoraux). Des hommes politiques seniors ont critiqué la tactique, mais n'ont pas questionné l'usage des raids matinaux menés contre d'autres personnes.